# 奧特鎮區 (愛荷華州沃倫縣)
奧特鎮區（英語：Otter Township）是位於美國愛荷華州沃倫縣的一個行政鎮區。

## 地方資料
根據2010年美國人口普查的數據，奧特鎮區的面積為93.44平方千米，當中陸地面積為93.05平方千米，而水域面積為0.39平方千米。當地共有人口1042人，而人口密度為每平方千米11.15人。